# Wierzchno, Hạt Myślibórz
Wierzchno [ˈvʲɛʂxnɔ] là một khu định cư ở khu hành chính của Gmina Barlinek, thuộc quận Myślibórz, West Pomeranian Voivodeship, ở phía tây bắc Ba Lan. Nó nằm khoảng 4 kilômét (2 mi) về phía đông bắc của Barlinek, 27 km (17 mi) phía đông Myślibórz và 63 km (39 mi) về phía đông nam của thủ đô khu vực Szczecin.